# 富國島
富國島（越南语：／），又名玉島 ，柬埔寨稱爲国多岛，是越南實際控制的最大島嶼，目前行政區劃上屬於越南安江省富國特區管轄。
1982年，越南入侵柬埔寨之后，柬埔寨人民共和国曾表面上与越南达成解决争端的协议，直至1999年兩國才正式解決泰國灣邊界問題。

## 地理

富國島地圖

富國島位於泰國灣，与柬埔寨贡布的西海岸隔海相望，距离越南河仙市的西海岸40公里。该岛在地图上形状像个倒三角形，其南北两端长约50公里，东西两端最长处长约25公里。自该岛距越南迪石市约有115公里，距离泰国的林查班约有540公里。
富國島在行政区划上隶属坚江省富国市，该市辖境由22個不同大小島嶼组成，其中富国岛面积最大。富国市人民委员会所在地位于富国岛北端的杨东坊。

## 历史

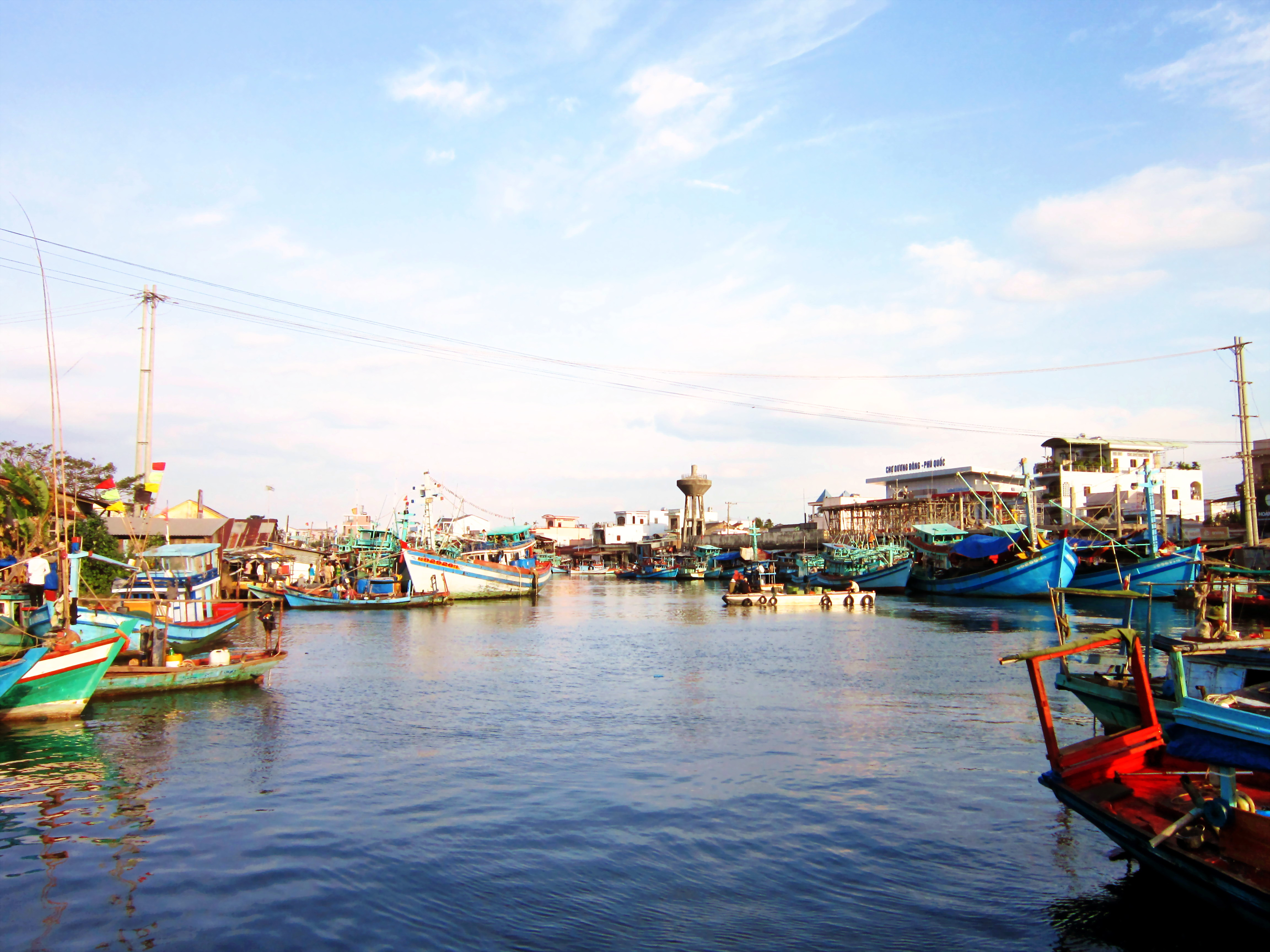
陽東市場

1671年，華人鄚玖因不願臣服於清朝，率部眾投奔柬埔寨。柬王巴龙列谢八世將鄚玖安置在今日的河仙市一帶。鄚玖派遣四百名福建人前去開發富國島。又派人前去開拓隴棋（柬埔寨白馬）、芹渤（柬埔寨嗊吥一帶）、淎㵅（柬埔寨雲壤港）、瀝架（越南堅江省迪石市）、哥毛（越南金甌市）等地，成立「七村社」，這是富國島第一次在越南史料中出現。
1708年，鄚玖棄柬埔寨，向廣南阮主（舊阮）臣服，使得富國島成為越南阮主的領地。河仙鎮鄚氏在舊阮復辟中扮演著重要角色，富國島和土珠島也成為舊阮早期流亡政權的重要根據地。據《越南史略》記載，阮福映（後為阮朝嘉隆帝）於1782年被西山朝擊敗之時，曾數度流亡至此。
雖然富國島被越南佔領，但柬埔寨歷代國王都認為是柬埔寨領土。1856年，柬埔寨國王安東令敏體尼通過暹羅向法國轉交國書，表示願意富國島割讓給法國，希望建立軍事同盟，但法方未做任何回覆。法國、西班牙聯軍遠征交趾支那的時候，安東向法皇拿破崙三世遞交國書，重申對下交趾支那的領土主張。
柬埔寨脫離法國獨立之後，對於富國島等島嶼的主權爭議出現了。早在1939年，法屬印度支那總督朱尔斯·布雷维耶劃分了布雷维耶线，規定了該線以北歸柬埔寨保護國管轄，以南歸法属交趾支那殖民政府管轄。雖然富國島位於柬埔寨保護國的管轄區域內，但該柬埔寨保護國沒有任何管轄該島的實權，事實上富國島是由交趾支那殖民政府管理。越南獨立之後富國島屬於越南管轄範圍之內。
在日本無條件投降後，因第二次國共內戰延燒，時任中華民國陸軍的黃杰領3.3萬軍隊，從廣西撤退到越南。后被驻越法军解除武装后，软禁在富国岛（其部隊後稱為富台部隊），人稱「海上蘇武」；直到1953年6月此部隊方撤至台灣，並整編為海軍陸戰隊。但有30多人因婚姻關係等因素留下。將軍黃杰在陽東（Duong Dong）為當地死去官兵立有「中華民國留越國軍病故紀念碑」。1955年11月，一座人工小島於臺灣高雄市澄清湖建立，並被命名為富國，以紀念國軍在中南半島的孤軍。此外，著名的台湾豫剧团亦与此岛有关键因素。
越南戰爭期間，富國島是當時越南共和國（即南越）政府最大的集中營「富國監獄」的所在地。在1973年，集中營囚禁了約4萬人。
1975年5月1日，红色高棉的一個分隊入侵占領富国岛，但很快為越南重新佔有。事件其後導致一連串的入侵與反入侵行動，被認為是1979年越柬戰爭的導火線。

## 经济
富國島天然資源豐富，有優質的海灘，因此有很高的觀光潛力。该岛盛产珍珠，又被称为“珍珠岛”。该岛也以出产高品质的鱼露著称。
富國島以2种特产闻名于世：鱼露和胡椒粉。富國島的鱼露用一种富含蛋白质的小鱼白飯魚（即七星飛刀）制作，特别美味。该岛有数以百计的鱼露工厂，每年的产量达到600万升；还有无数的胡椒种植园，总面积达到5平方公里。富国岛附近海域富含鯷科的鱼类。
目前旅游业是富国岛主要的经济来源。岛上建有富国机场，该机场有飞往胡志明市新山一国际机场以及迪石市迪石机场的航班。2012年12月2日，富国机场被关闭，取而代之的是富国国际机场。富国岛也有驶往迪石市和河仙镇的水翼船。
湄公航空的总部位于富国市安泰坊。
2006年，包括富国岛在内的坚江沿海生物圈保护区和岛屿被联合国教科文组织认定为世界生物圈保护区。
2003年，越南計劃把富国岛建成行政特区。
2014年，所有非越南籍旅客可在富國島免簽證最多逗留30天。
2015年，越南計劃把富国岛模仿上海自由貿易區籌建自由貿易區與領海經濟工業特區，完成之後，富國島將成為東南亞地區的主要經濟戰略之一。
2020年代起，富國島進一步轉型為以觀光度假為主的海島，包含Vingroup、Sun Group等越南企業進駐開發。

## 气候
富國島屬於副赤道季风气候。每年只有2个季节：雨季和旱季。年平均降雨量为2,879毫米，年平均气温为27摄氏度。终年适于旅游，但是最佳季节是旱季，因为天气晴朗。
| 富国市杨东坊              | 富国市杨东坊 | 富国市杨东坊 | 富国市杨东坊 | 富国市杨东坊 | 富国市杨东坊 | 富国市杨东坊 | 富国市杨东坊 | 富国市杨东坊 | 富国市杨东坊 | 富国市杨东坊 | 富国市杨东坊 | 富国市杨东坊 | 富国市杨东坊 |
| 月份                      | 1月          | 2月          | 3月          | 4月          | 5月          | 6月          | 7月          | 8月          | 9月          | 10月         | 11月         | 12月         | 全年         |
| ------------------------- | ------------ | ------------ | ------------ | ------------ | ------------ | ------------ | ------------ | ------------ | ------------ | ------------ | ------------ | ------------ | ------------ |
| 平均高温 °C（°F）         | 31 (88)      | 31 (88)      | 32 (90)      | 34 (93)      | 33 (91)      | 32 (90)      | 31 (88)      | 31 (88)      | 31 (88)      | 31 (88)      | 30 (86)      | 30 (86)      | 31 (89)      |
| 平均低温 °C（°F）         | 22 (72)      | 22 (72)      | 23 (73)      | 24 (75)      | 24 (75)      | 24 (75)      | 24 (75)      | 24 (75)      | 24 (75)      | 24 (75)      | 23 (73)      | 22 (72)      | 23 (74)      |
| 平均降水量 mm（）         | 40 (1.6)     | 36 (1.4)     | 80 (3.1)     | 130 (5.1)    | 193 (7.6)    | 266 (10.5)   | 290 (11.4)   | 398 (15.7)   | 296 (11.7)   | 276 (10.9)   | 212 (8.3)    | 104 (4.1)    | 2,321 (91.4) |
| 平均降水天数              | 4            | 3            | 5            | 9            | 17           | 18           | 19           | 20           | 21           | 19           | 13           | 8            | 156          |
| 月均日照時數              | 217          | 226          | 248          | 240          | 186          | 180          | 155          | 155          | 150          | 186          | 180          | 217          | 2,340        |
| 来源：World Climate Guide |              |              |              |              |              |              |              |              |              |              |              |              |              |

## 外部連結
- 富國島在線網站 （页面存档备份，存于）